# Tub Williams
El tub Williams o tub Williams-Kilburn era un tub de raigs catòdics desenvolupat al voltant de 1946 o 1947 per Frederic Callander Williams i Tom Kilburn), utilitzat per emmagatzemar electrònicament dades binàries.
Desenvolupat entre el 1946 i 1947, el tub de Williams es basa en un CRT i en l'actualitat ja no s'utilitza per ser una tecnologia obsoleta. Va ser la memòria RAM dels primers ordinadors de programa emmagatzemat.
Alguns tubs Williams estaven fets amb tubs de raigs catòdics del tipus emprat pels radars amb un recobriment de fòsfor que feia les dades observables a la vista, mentre que altres tubs eren construïts per a aquest ús sense el recobriment. La presència o absència del recobriment no tenia efecte en l'operació del tub, i no tenia importància cara a l'operador, ja que la pantalla estava coberta per la placa de lectura. Si era necessari tenir una sortida visible, s'utilitzava un segon tub amb recobriment de fòsfor com a dispositiu de visualització.
Els tubs Williams solien fer-se amb una matriu de 32x32, emmagatzemant entre 500 i 1.000 bits de dades.

## Principi

Tub Williams: esquema de la patent cedida a IBM (1947)

El tub Williams es basa en un efecte anomenat emissió secundària. En aquest cas s'aplica un dels resultats d'aquest efecte, consistent en que, quan un punt és dibuixat en el tub de raigs catòdics, una àrea petita al seu voltant es carrega de forma positiva, i la zona contigua es carrega en forma negativa, creant una "zona de càrrega" o "cel·la". La "cel·la" roman carregada a la superfície del tub durant una fracció de segon, permetent al dispositiu actuar com a memòria d'ordinador. El temps que la cel·la es manté carregada depèn de la resistència interna del tub, que és la que fa que es descarregui.
El punt pot ser esborrat dibuixant un segon punt immediatament a continuació del primer, omplint d'aquesta manera la zona de càrrega de la cel·la. El tub Williams ho feia dibuixant una curta línia en la posició del punt; d'aquesta manera l'extensió de la línia esborrava la càrrega inicialment emmagatzemada en la posició del punt.
L'ordinador llegeix la informació del tub a través d'una placa de metall que cobreix el front del tub. Cada vegada que un punt és creat o esborrat, el canvi en la càrrega elèctrica indueix un impuls de voltatge a la placa. Com que l'ordinador, sap quin lloc de la pantalla està sent apuntat en cada moment (mitjançant un sistema d'escombrat semblant al d'un televisor aplicat a les plaques deflectores), es pot utilitzar l'impuls de voltatge de la placa per "llegir" la dada emmagatzemada a la pantalla.
Llegir una ubicació de memòria crea una nova zona de càrrega, destruint el contingut original d'aquesta localització, de manera que a cada lectura l'ha de seguir una escriptura per a restaurar la dada original. Molts sistemes feien això dibuixant una curta línia començant a la posició del punt si la nova zona de càrrega necessitava esborrar-se. A part d'això, pel fet que la càrrega es perd gradualment, és necessari escanejar el tub periòdicament i reescriure cada cel·la (similar al refresc de memòria de la DRAM en els sistemes moderns).

## Detall del funcionament

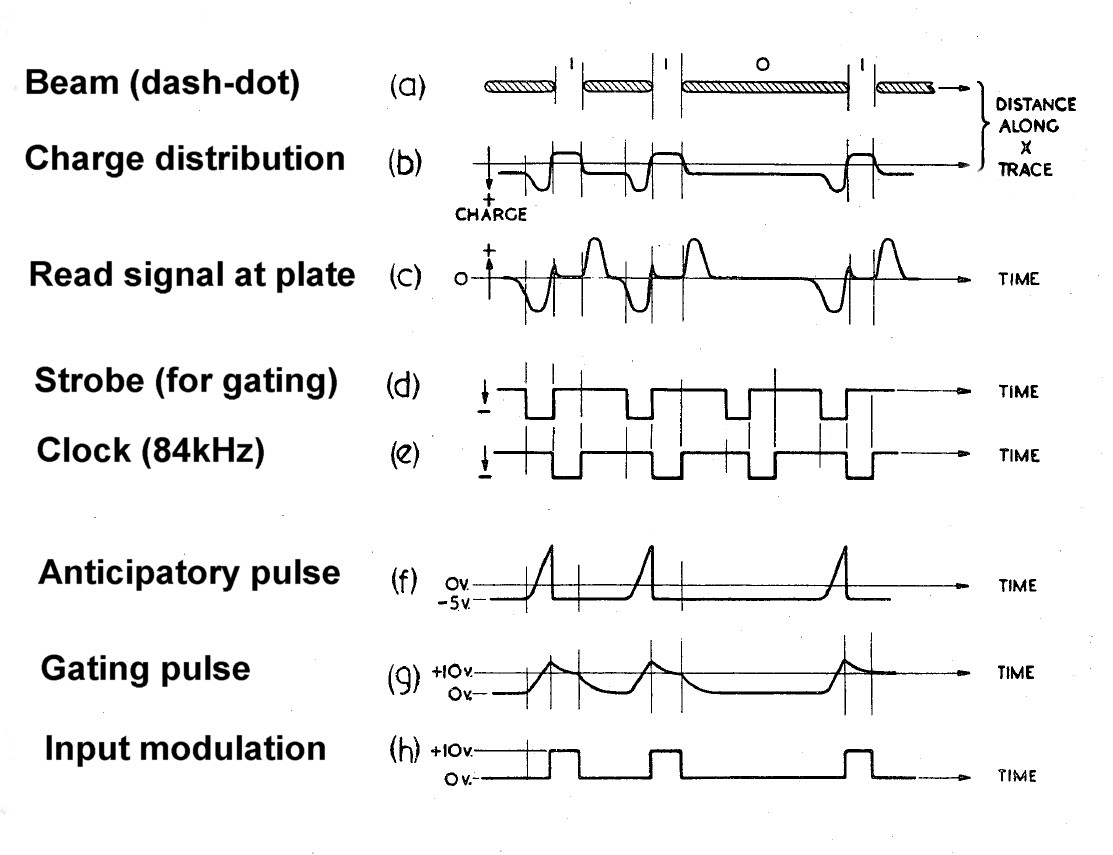
Tub Williams: diagrama dels senyals (nombre 1101)

L'emmagatzematge d'informació en un “punt” a l'interior de la cara del CRT es determina pel nivell de càrrega relativa. La relació d'emissió secundària per al fósfor (i per al vidre) és major que 1. Així, si la cara és bombardejada amb un feix d'electrons primaris (amb una acceleració 1,000-2,000 volts), llavors el “punt” es carrega positivament, perquè hi ha més electrons secundaris de baixa energia que són emesos per la superfície que els que arriben en el feix d'electrons primari. L'equilibri s'assoleix quan la càrrega relativament positiva del “punt” atreu els electrons suficients per equilibrar el flux. Si un “punt” es "carrega", llavors l'àrea propera és "descarregada" pels electrons secundaris emesos des del “punt” primari.
El feix, estant encès o apagat durant una posició donada (o impuls de rellotge), pot representar els zeros o uns d'un nombre binari (a l'exemple és el nombre "1101"). Esquemes alternatius d'emmagatzematge poden implicar l'ús d'enfocament / desenfocament de la matriu o l'ús de punts i ratlles, en els punts de la reixeta a la cara del tub de raigs catòdics. Canviant la deflexió vertical o adreça de paraula, poden ser emmagatzemats diversos formats de nombres diferents. Williams va utilitzar els tubs de raigs catòdics en mode "cadena de bits en sèrie", en una matriu de 32x32.
Escriptura
- Per escriure informació en el tub, el feix d'electrons és desviat al llarg d'una línia horitzontal, i en cada punt on s'apaga el feix, hi queda una càrrega positiva residual (b). Per llegir la informació del CRT, es col·loca un elèctrode a la part exterior de la cara del CRT.

Lectura/reescriptura (escaneig de refresc)
- Quan el feix passa de nou sobre una línia, es genera un canvi de potencial a la cara interior que és recollit capacitivament per l'elèctrode de la placa exterior. Des dels punts de càrrega positiva es produeix un “transient anticipatori” just abans d'on es va apagar el feix en escriure-hi, el senyal resultant es produeix amb prou temps per poder apagar el feix de nou al mateix “punt”. (Williams va anomenar aquest efecte “impuls anticipatori ").
- Quan el feix escombra una línia horitzontal en lectura, el potencial induït sobre l'elèctrode s'amplifica, i a través dels circuits de “gating” i la reixeta de control del CRT, el feix és apagat amb un patró idèntic al de l'escombrat que el va crear. Així, la línia que es llegeix “es reescriu” i no queda destruïda pel procés de lectura.

Una línia o bé s'escriu o bé es refresca
No obstant això, la lectura d'una línia qualsevol tendeix a descarregar les línies veïnes, i és necessari regenerar tota la matriu de forma sistemàtica mitjançant cicles de lectura-reescriptura. Per aconseguir major velocitat d'accés un esquema típic consisteix a seleccionar (en lectura o escriptura) les línies prioritàries "X" durant els accessos-senars i llegir-reescriure la informació durant els accessos-parells (X-1-X-2-X-3-X-4-X-n).

## Desenvolupament
Desenvolupat a la Universitat de Manchester a Anglaterra, va proporcionar el (electrònica) que va permetre realitzar el primer ordinador de programa emmagatzemat, el SSEM). Tom Kilburn va escriure un programa de 17 línies per calcular el factor més alt d'un nombre. La tradició a la Universitat de Manchester diu que aquest va ser l'únic programa que Tom Kilburn mai va escriure.
Els tubs Williams tendeixen a perdre la fiabilitat amb el temps, i molts equips havien de ser "sintonitzats" a mà en instal·lar-los. En contrast, la memòria de línia de retard de mercuri era més lenta i també necessitava ajustar-se a mà, però no perdia fiabilitat amb el temps i va gaudir de relatiu èxit en els inicis de la computació electrònica digital, tot i la seva taxa de transferència, pes, cost, temperatura i problemes de contaminació. Tanmateix, el Manchester Mark I va ser comercialitzat amb èxit com el Ferranti Mark I. Alguns dels primers computadors dels EUA també van usar tubs Williams, incloent el IAS machine, originalment dissenyat per a la memòria selectró, els UNIVAC 1103, IBM 701, IBM 702 i el Standards Western Automatic Computer (SWAC)). Els tubs Williams van ser usats també pels ordinadors soviètics, el Strela-1.